# (4717) Kaneko
(4717) Kaneko est un astéroïde de la ceinture principale.

## Description
(4717) Kaneko a été découvert le 20 novembre 1989 à Kani par Yoshikane Mizuno et Toshimasa Furuta. L'astéroïde présente une orbite caractérisée par un demi-grand axe de 3,02 UA, une excentricité de 0,10 et une inclinaison de 10,8° par rapport à l'écliptique.

## Compléments